# Dilithium (Star Trek)
Dilithium is een fictief kristal, bekend van Star Trek. Deze stof wordt gebruikt in warp drives om de materie-antimateriereactie te reguleren. Dilithium wordt ook gebruikt in phasers.
Natuurlijk dilithium is zeer zeldzaam, en wordt voornamelijk gewonnen op de planeet Remus.